# Kiernan Shipka
Kiernan Brennan Shipka (sinh ngày 10 tháng 11 năm 1999) là một nữ diễn viên người Mỹ nổi tiếng với vai Sally Draper trong loạt phim truyền hình AMC Mad Men và vai Sabrina Spellman trong loạt phim Netflix Chilling Adventures of Sabrina. Cô cũng xuất hiện với vai B. D. Hyman trong sê-ri phim của FX Feud: Bette và Joan và lồng tiếng cho Jinora trong The Legend of Korra.
Shipka cũng góp mặt trong rất nhiều bộ phim, như Carriers (2009), Những bông hoa trên tầng áp mái (2014), Hồn ma tháng 2 (2015), và Sinh tồn trong thinh lặng (2019).

## Đầu đời
Shipka được sinh ra tại Chicago, Illinois, với cha là John Young Shipka, một nhà đầu tư bất động sản và Erin Ann Brennan. Shipka đã tham gia các lớp khiêu vũ từ năm lên 5 tuổi. Gia đình cô chuyển đến Los Angeles, California khi cô sáu tuổi để hỗ trợ sự nghiệp diễn xuất của mình.

## Sự nghiệp

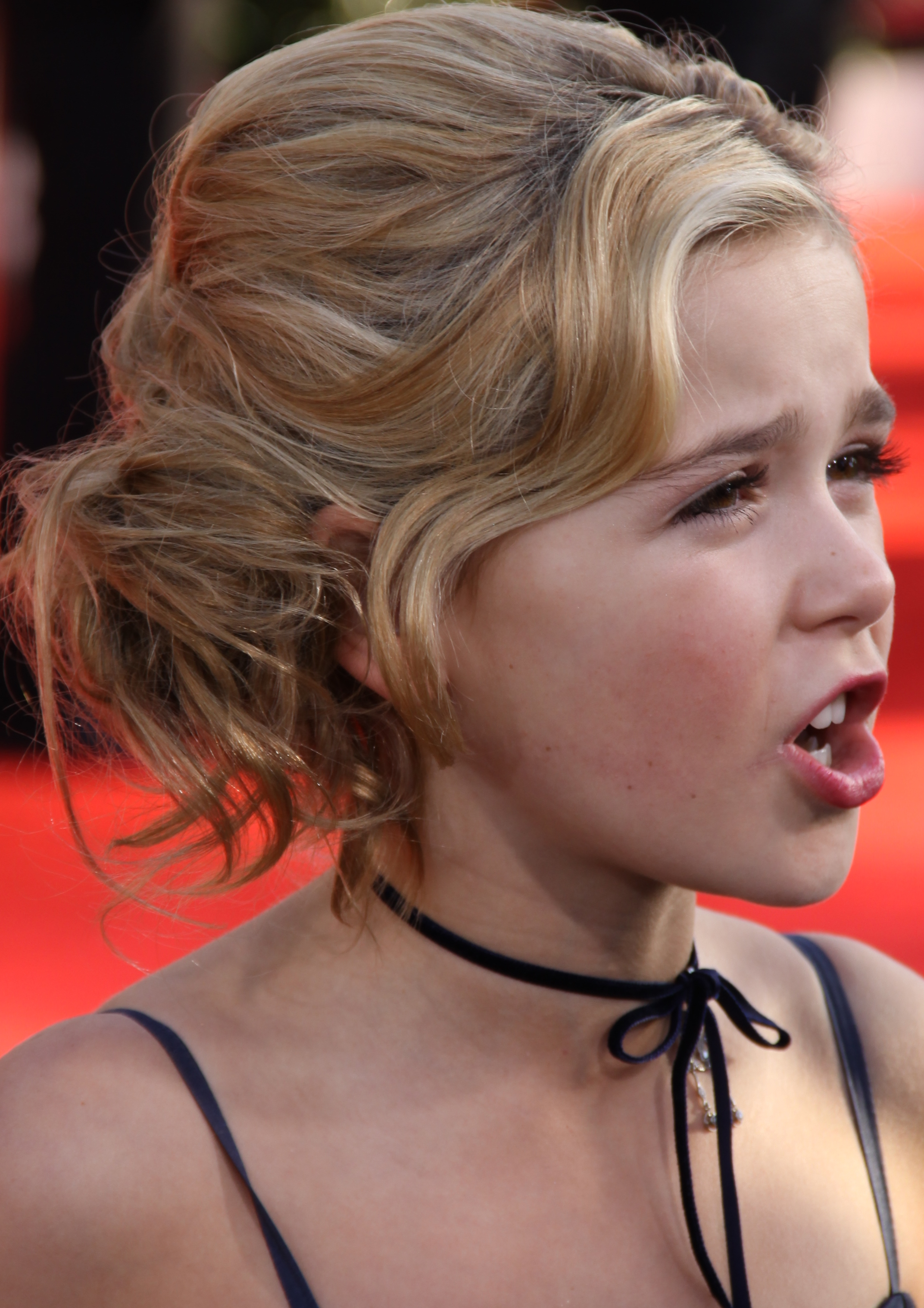
Shipka tại Screen Actors Guild Awards vào 2010

Shipka ra mắt trên truyền hình khi cô chỉ mới năm tháng tuổi với vai em bé trong bộ phim truyền hình chủ đề về bệnh viện, ER. Cô cũng bắt đầu làm người mẫu in thương mại khi còn bé.
Sau một số vai diễn trên truyền hình nhỏ, vai chính đầu tiên của cô là Sally Draper, con gái của nhân vật chính Don Draper, trong bộ phim truyền hình 2007–2015 Mad Men. Cô đã giành được vai sau hai lần thử vai. Cô là một khách mời định kỳ cho ba mùa đầu tiên của chương trình, sau đó trở thành một loạt đều đặn trong mùa bốn.
Là một phần không thể thiếu của Mad Men, cô đã giành được giải Screen Actors Guild Award for Outstanding Performance by an Ensemble in a Drama Series vào năm 2008 và 2009.
Shipka đã nhận được lời khen ngợi cho màn trình diễn của cô trên Mad Men. Năm 2010, nhà phê bình người Mỹ gốc Hoa Austin, Dale Roe, đã gọi cô là ứng cử viên trong mơ của anh cho giải thưởng Primetime Emmy cho Nữ diễn viên khách mời xuất sắc trong một bộ phim truyền hình, viết: "Nữ diễn viên 10 tuổi này đã gây ảnh hưởng khi Sally Draper gặp rắc rối mùa trước. Có vẻ kỳ lạ là cô ấy chỉ được nâng cấp thành sê-ri thường xuyên. Nếu Mad Men sắp làm việc của Shipka phải vật lộn với cuộc hôn nhân tan vỡ của cha mẹ và bước vào thời kỳ hỗn loạn trong thập niên 1960 đầy biến động vẫn còn tuyệt vời như trong phần ba, đây là một lá phiếu ước điều đó có thể trở thành sự thật trong năm tới".
Năm 2014, Shipka được tạp chí Time bình chọn là một trong "25 thanh thiếu niên có ảnh hưởng nhất năm 2014". Cùng năm đó, IndieWire đã đưa cô vào danh sách "20 diễn viên dưới 20 tuổi đáng xem".
Shipka đóng vai chính trong Những bông hoa trên tầng áp mái (2014), và đóng vai chính (cùng với Emma Roberts) trong bộ phim kinh dị năm 2015 của Oz Perkins, The Blackcoat's Daughter.
Năm 2017, cô đóng vai B.D. Hyman, con gái của Bette Davis, trong loạt phim truyền hình FX Feud: Bette và Joan.
Vào tháng 1 năm 2018, đã có thông báo rằng Shipka sẽ đóng vai chính Sabrina Spellman trong loạt phim Chilling Adventures of Sabrina của Netflix dựa trên loạt truyện tranh cùng tên. Mùa đầu tiên được Netflix phát hành vào ngày 26 tháng 10 năm 2018.
Shipka cũng đóng vai chính trong một bộ phim hài lãng mạn về Giáng sinh năm 2019 của đạo diễn Luke Snellin, Let It Snow, dựa trên cuốn tiểu thuyết cùng tên. Quay phim chính bắt đầu vào tháng 2 năm 2019.
Shipka tiếp theo đóng vai một thiếu niên khiếm thính đối diện với Stanley Tucci trong bộ phim kinh dị The Silence của John R. Leonetti, dựa trên cuốn tiểu thuyết kinh dị năm 2015 cùng tên của Tim Lebbon. Netflix đã phát hành bộ phim vào ngày 10 tháng 4 năm 2019. Shipka đã học ngôn ngữ ký hiệu của Mỹ cho vai diễn này. Leonetti khen ngợi màn trình diễn của cô ấy nói rằng "Cô ấy diễn xuất cùng với Stanley Tucci, và tin tôi đi, cô ấy còn hơn cả việc tự mình giữ lấy. Nó đang say mê ngắm nhìn cô ấy." 

## Đời tư
Shipka bị ảnh hưởng bởi phong cách thời trang của Grace Kelly và Audrey Hepburn.

## Danh sách phim

### Phim
| Năm  | Tên                                      | Vai diễn                  | Notes       |
| ---- | ---------------------------------------- | ------------------------- | ----------- |
| 2007 | Dimension                                | Molly                     |             |
| 2008 | Lower Learning                           | Sarah                     |             |
| 2009 | A Rag Doll Story                         | Girl                      | Short film  |
| 2009 | Land of the Lost                         | Tar Pits Kid              | Uncredited  |
| 2009 | Carriers                                 | Jodie                     |             |
| 2009 | House Broken                             | Tammy Tawber              |             |
| 2010 | Cats & Dogs: The Revenge of Kitty Galore | Little Girl at playground |             |
| 2010 | The Ryan and Randi Show                  | Lala La Lala              | Short film  |
| 2010 | Squeaky Clean                            | Emily                     | Short film  |
| 2012 | The Empty Room                           | Juliet                    | Short film  |
| 2013 | Very Good Girls                          | Eleanor                   |             |
| 2013 | We Rise Like Smoke                       | Young Kyler               | Short film  |
| 2014 | The Edge of the Woods                    | Alice                     | Short film  |
| 2015 | One & Two                                | Eva                       |             |
| 2015 | When Marnie Was There                    | Marnie (voice)            | English dub |
| 2015 | Fan Girl                                 | Telulah "Lu" Farrow       |             |
| 2015 | The Blackcoat's Daughter                 | Kat                       |             |
| 2019 | The Silence                              | Ally Andrews              |             |
| 2019 | Let It Snow                              | Angie / The Duke          |             |
| 2024 | Longlegs: Thảm kịch dị giáo              | Carrie Anne Camera        |             |
| 2024 | Red One: Mật mã đỏ                       |                           |             |

### Truyền hình
| Năm       | Tên                                   | Vai diễn                                   | Notes                                             |
| --------- | ------------------------------------- | ------------------------------------------ | ------------------------------------------------- |
| 2006      | Monk                                  | Little Girl                                | Episode: "Mr. Monk Gets a New Shrink"             |
| 2006      | The Angriest Man in Suburbia          | Lola                                       | TV movie                                          |
| 2007      | Cory in the House                     | Sophie's Classmate                         | Episode: "Mall of Confusion"                      |
| 2007      | MADtv                                 | Upset Child                                | Episode: "Madtv Ruined My Life"                   |
| 2007      | Heroes                                | Little Girl in Fire                        | Episode: "Four Months Ago..."                     |
| 2007–2009 | Jimmy Kimmel Live!                    | Various                                    | 6 episodes                                        |
| 2007–2015 | Mad Men                               | Sally Draper                               | Recurring in seasons 1–3 Main role in seasons 4–7 |
| 2011      | Smooch                                | Zoe Cole                                   | TV movie                                          |
| 2012      | Don't Trust the B---- in Apartment 23 | Kiernan Shipka                             | Episode: "Parent Trap..."                         |
| 2012–2014 | The Legend of Korra                   | Jinora (voice)                             | Main role (25 episodes)                           |
| 2013–2018 | Sofia the First                       | Oona (voice)                               | 3 episodes                                        |
| 2014      | Flowers in the Attic                  | Cathy Dollanganger                         | TV movie                                          |
| 2015      | Unbreakable Kimmy Schmidt             | Kymmi                                      | Episode: "Kimmy Has A Birthday!"                  |
| 2017      | Feud: Bette and Joan                  | B. D. Hyman                                | Recurring role; 5 episodes                        |
| 2017      | American Dad!                         | Student (voice)                            | Episode: "The Witches of Langley"                 |
| 2017      | Family Guy                            | Meg's Bully #3/Singing Cheerleader (voice) | Episode: "The Peter Principal"                    |
| 2017      | Neo Yokio                             | Helenist (voice)                           | Episode: "O, the Helenists"                       |
| 2018–2020 | Chilling Adventures of Sabrina        | Sabrina Spellman                           | Lead role (28 episodes)                           |

### Video âm nhạc
| Năm  | Tên                | Artist         | Vai diễn         | Ref.   |
| ---- | ------------------ | -------------- | ---------------- | ------ |
| 2020 | "Straight to Hell" | Kiernan Shipka | Sabrina Spellman | [ 21 ] |

### Trò chơi điện tử
| Năm  | Tên                     | Voice role                  |
| ---- | ----------------------- | --------------------------- |
| 2014 | The Legend of Korra     | Jinora                      |
| 2016 | Marvel Avengers Academy | Jessica Drew / Spider-Woman |

## Giải thưởng
| Năm  | Giải thưởng                         | Thể loại                                                                      | Hạng mục                                 | Kết quả   | Ref.   |
| ---- | ----------------------------------- | ----------------------------------------------------------------------------- | ---------------------------------------- | --------- | ------ |
| 2007 | Satellite Awards                    | Best Cast – Television Series                                                 | Mad Men                                  | Đoạt giải | [ 23 ] |
| 2009 | Screen Actors Guild                 | Outstanding Performance by an Ensemble in a Drama Series                      | Mad Men                                  | Đoạt giải | [ 24 ] |
| 2009 | Young Artist Awards                 | Best Performance in a TV Series – Recurring Young Actress                     | Mad Men                                  | Đề cử     | [ 25 ] |
| 2010 | Screen Actors Guild                 | Outstanding Performance by an Ensemble in a Drama Series                      | Mad Men                                  | Đoạt giải | [ 24 ] |
| 2010 | Young Artist Awards                 | Best Performance in a Short Film – Young Actress                              | Squeaky Clean                            | Đề cử     | [ 26 ] |
| 2010 | Young Artist Awards                 | Best Performance in a Feature Film – Supporting Young Actress                 | Carriers                                 | Đề cử     | [ 26 ] |
| 2011 | Screen Actors Guild                 | Outstanding Performance by an Ensemble in a Drama Series                      | Mad Men                                  | Đề cử     | [ 24 ] |
| 2011 | Young Artist Awards                 | Best Performance in a Feature Film – Leading Young Actress Ten and Under      | Cats & Dogs: The Revenge of Kitty Galore | Đề cử     | [ 27 ] |
| 2011 | Young Artist Awards                 | Best Performance in a TV Series (Comedy or Drama) – Supporting Young Actress  | Mad Men                                  | Đề cử     | [ 27 ] |
| 2012 | Young Hollywood Awards              | Scene Stealer Female                                                          | Mad Men                                  | Đoạt giải | [ 28 ] |
| 2012 | Young Artist Awards                 | Best Performance in a TV Movie, Miniseries or Special – Leading Young Actress | Smooch                                   | Đề cử     | [ 29 ] |
| 2013 | Screen Actors Guild                 | Outstanding Performance by an Ensemble in a Drama Series                      | Mad Men                                  | Đề cử     | [ 30 ] |
| 2013 | Young Artist Awards                 | Best Performance in a Voice-Over Role (Television) – Young Actress            | The Legend of Korra                      | Đề cử     | [ 31 ] |
| 2013 | Young Artist Awards                 | Best Performance in a TV Series – Recurring Young Actress                     | Mad Men                                  | Đoạt giải | [ 31 ] |
| 2013 | Women in Film Crystal + Lucy Awards | Lucy Award                                                                    | Mad Men                                  | Đoạt giải | [ 32 ] |
| 2014 | Young Hollywood Awards              | You're So Fancy                                                               |                                          | Đề cử     | [ 33 ] |
| 2019 | 2019 MTV Movie & TV Awards          | Best Performance in a Show                                                    | Chilling Adventures of Sabrina           | Đề cử     |        |
| 2019 | Saturn Awards                       | Best Actress in a Streaming Presentation                                      | Chilling Adventures of Sabrina           | Đề cử     | [ 34 ] |
| 2019 | Teen Choice Awards                  | Choice Sci-Fi/Fantasy TV Actress                                              | Chilling Adventures of Sabrina           | Đề cử     | [ 35 ] |